# Cecilie Mosli
Cecilie Askeland Mosli (* 30. Januar 1973 in Tromsø) ist eine norwegische Schauspielerin, Regisseurin und Drehbuchautorin.

## Leben und Wirken
Cecilie Mosli wuchs in Tromsø auf. Während ihrer Schulzeit verbrachte sie ein Jahr als Austauschschülerin in Dänemark.
Nach dem Abitur absolvierte sie von 1990 bis 1993 ihre Schauspielausbildung an der Staatlichen Theaterhochschule in Oslo. Seit 1994 hat sie als Schauspielerin vor der Kamera bislang in mehr als 40 Film-und-Fernsehproduktionen mitgewirkt. Als Regisseurin war sie unter anderem an den Fernsehserien Lifjord – Der Freispruch und Grey’s Anatomy beteiligt. Im Jahr 2021 inszenierte sie den Märchenfilm Drei Haselnüsse für Aschenbrödel, welcher eine Neuverfilmung des gleichnamigen Klassikers aus dem Jahr 1973 ist. Sie ist zudem als Drehbuchautorin für zahlreiche Filme und Serien aktiv.
Cecilie Mosli ist mit dem Regisseur und Produzenten Anders Sæther (* 1971) liiert. Das Paar hat zwei Töchter.

## Filmografie (Auswahl)
Als Schauspielerin
- 2005: Next Door
- 2014: Mammon (Fernsehserie)
- 2016: Schneewelt – eine Weihnachtsgeschichte (Fernsehserie)
- 2021: Furia

Als Regisseurin
- 2015–2016: Lifjord – Der Freispruch (Fernsehserie)
- 2017–2018: Grey’s Anatomy (Fernsehserie)
- 2021: Drei Haselnüsse für Aschenbrödel
- 2024: Die Schneeschwester (Snøsøsteren)